# マッキー位相
函数解析学および関連する数学の分野において、ジョージ・マッキーの名にちなむマッキー位相（マッキーいそう、英: Mackey topology）とは、位相線型空間に対する最も細かい位相で、連続双対を保存するものである。すなわちマッキー位相は、元の位相で不連続である線型函数を連続にすることはない。
マッキー位相は、連続双対において全ての連続函数の連続性を保存する位相線型空間上の最も粗い位相である弱位相と反対の概念である。
マッキー＝アレンスの定理では、すべての双対位相は弱位相より細かく、マッキー位相より粗いことが示されている。

## 定義
ある位相線型空間 {\displaystyle X} と、その連続双対 {\displaystyle X'} の双対組 {\displaystyle (X,X')} に対し、{\displaystyle X} 上のマッキー位相 {\displaystyle \tau (X,X')} は、{\displaystyle X'} 内のすべての絶対凸かつ弱コンパクトな集合を使って定義される。

## 例
- 連続双対 {\displaystyle X'} を伴うすべての距離化可能な局所凸空間 {\displaystyle (X,\tau )} は、マッキー位相 {\displaystyle \tau =\tau (X,X')} を導く。より簡潔に言うと、すべてのマッキー空間はマッキー位相を導く。
- すべてのフレシェ空間 {\displaystyle (X,\tau )} はマッキー位相を導き、その位相は強位相と一致する。すなわち、{\displaystyle \tau =\tau (X,X')=\beta (X,X')} となる。